# No Mercy 2003
No Mercy 2003 è stata la sesta edizione dell'omonimo pay-per-view, prodotto dalla World Wrestling Entertainment. L'evento, esclusivo del roster di SmackDown!, si è svolto il 19 ottobre 2003 alla 1st Mariner Arena di Baltimora nel Maryland.

## Storyline
La faida principale fu quella tra The Undertaker e Brock Lesnar per il WWE Championship di quest'ultimo. Nella puntata di SmackDown! del 28 agosto, The Undertaker sconfisse Lesnar e Big Show in un Triple Threat match diventando il contendente numero uno al WWE Championship di Kurt Angle. La settimana successiva a SmackDown!, Angle difese il titolo contro The Undertaker, ma il match terminò in un no-contest dopo che Lesnar attaccò entrambi con un colpo di sedia. Due settimane più tardi a SmackDown!, Angle perse il WWE Championship contro Lesnar in un Iron Man match sul punteggio di 5 a 4. La settimana successiva a SmackDown!, il Chairman della WWE, Mr. McMahon, organizzò una cerimonia per introdurre il nuovo WWE Champion Brock Lesnar, ma venne interrotto da The Undertaker e dalla General Manager di SmackDown!, Stephanie McMahon, che annunciò che Lesnar avrebbe affrontato The Undertaker a No Mercy per il WWE Championship. Nella puntata di SmackDown! del 9 ottobre, Lesnar difese il titolo contro Paul London. The Undertaker interruppe il match dicendo di aver avuto un incontro con Stephanie McMahon quella sera e che il match a No Mercy sarebbe stato un Biker Chain match.
Nella puntata di SmackDown! del 9 ottobre, venne annunciato che Eddie Guerrero avrebbe difeso il WWE United States Championship dall'assalto di Big Show a No Mercy. Più tardi, in serata, Chavo Guerrero attirò Big Show nel ring in modo tale che Eddie potesse portare all'interno dell'arena un camion di raccolta per le acque reflue, che utilizzò per spruzzarle addosso a Show. La settimana successiva, a SmackDown!, dopo che Eddie Guerrero sconfisse Rhyno in un match non titolato, Big Show attaccò Guerrero colpendolo con una chokeslam sulla sua lowrider.
Nella puntata di SmackDown! del 18 settembre, Kurt Angle perse il WWE Championship in un Iron Man match contro Brock Lesnar. La settimana successiva, Angle disse a Lesnar di presentarsi sul ring per dargli un rematch titolato, ma al posto di Lesnar si presentò John Cena, che attaccò Angle. Nella puntata di SmackDown! del 2 ottobre, Lesnar e Cena sconfissero Angle e The Undertaker in un tag team match, dopo che Cena colpì Angle con una catena. Al termine del match venne annunciato che Cena ed Angle si sarebbero affrontati a No Mercy.
Nella puntata di SmackDown! del 25 settembre, Mr. McMahon organizzò una cerimonia per introdurre il nuovo campione WWE Brock Lesnar, ma venne interrotto da The Undertaker e dalla General Manager di SmackDown!, Stephanie McMahon, che annunciò che Lesnar avrebbe affrontato The Undertaker a No Mercy per il WWE Championship. Ciò mandò Mr. McMahon su tutte le furie che chiese a sua figlia di annullare la decisione presa, ma Stephanie non accontentò suo padre, il quale annunciò un "I Quit" match tra loro due per No Mercy. La settimana successiva, Mr. McMahon offrì un'altra possibilità a Stephanie di rinunciare alla decisione presa, ma lei rifiutò ancora e Vince decise di aggiungere una stipulazione al loro match di No Mercy; ossia che, se Stephanie avesse perso avrebbe dovuto abbandonare la carica di General Manager di SmackDown!. La settimana successiva, Linda McMahon (moglie di Vince e madre di Stephanie) convinse Vince ad aggiungere un'ulteriore stipulazione al match di No Mercy; ovvero che, se Mr. McMahon avesse perso avrebbe lasciato la sua carica di Chairman della federazione.

## Evento
Prima della messa in onda dell'evento, Billy Kidman sconfisse Shannon Moore a Sunday Night Heat dopo l'esecuzione di una spinebuster.

### Match preliminari
Il primo match dell'evento fu quello valevole per il Cruiserweight Championship tra il campione Tajiri e lo sfidante Rey Mysterio. Durante il match, entrambi si colpirono a vicenda con molte mosse offensive, finché Mysterio non eseguì la 619 e la West Coast Pop su Tajiri. Prima che Mysterio potesse schienare Tajiri, due "fan" presenti fra il pubblico (Ryan Sakoda e James Yun) interferirono per distrarre Mysterio. In seguito alla distrazione, Tajiri colpì Mysterio con il Buzzsaw Kick per vincere il match e mantenere il titolo.
Il match successivo fu tra Chris Benoit e A-Train. Durante il match, entrambi si portarono in vantaggio l'uno sull'altro, finché Benoit non eseguì un dragon screw legwhip su A-Train. Nel finale, Benoit applicò la Sharpshooter su A-Train forzandolo alla sottomissione per vincere il match.
Il terzo match fu tra Zach Gowen e Matt Hardy. Durante il match, entrambi si colpirono a vicenda con varie mosse offensive, finché Gowen non eseguì uno springboard moonsault dalla terza corda del ring per poi schienare Hardy per vincere l'incontro.
Il match che seguì fu tra i Basham Brothers (Doug Basham e Danny Basham) contro gli APA (Bradshaw e Faarooq). Dopo che entrambi i team si portarono in vantaggio l'uno sull'altro, Shaniqua (manager dei Basham Brothers) colpì Bradshaw con un bastone senza farsi vedere dall'arbitro. Doug schienò poi Bradshaw per vincere il match.

### Match principali
Il quinto match della serata fu l'"I Quit" match tra Mr. McMahon e Stephanie McMahon. Stephanie fu accompagnata sul ring da sua madre Linda McMahon (moglie di Vince). Durante il match, Vince cambiò le regole dell'incontro aggiungendo una stipulazione che permetteva a Stephanie di vincere anche per schienamento oppure per sottomissione. Nel finale, Mr. McMahon strangolò Stephanie con un tubo di piombo e Linda chiamò la resa per conto di Stephanie, in modo tale che Mr. McMahon non poté più infierire sulla figlia. Dato ciò, Mr. McMahon trionfò e Stephanie perse come da stipulazione la sua carica di general manager di SmackDown.
Il match successivo fu tra Kurt Angle e John Cena. Durante il match, Angle iniziò a sanguinare dalla bocca dopo essere stato colpito da una DDT di Cena sull'apron ring. Più avanti, Cena tentò la F-U, ma Angle rovesciò la mossa. In seguito, Angle provò ad eseguire la Angle Slam, però Cena contrattaccò la manovra. Cena colpì poi Angle con la F-U, ma ottenne solamente un conto di due. Successivamente, Angle stese Cena con la Angle Slam, però quest'ultimo si liberò al conto di due. Nel finale, Angle intrappolò Cena nella Ankle Lock forzandolo alla resa per vincere il match.
Il settimo match fu quello valevole per lo United States Championship tra il campione Eddie Guerrero e lo sfidante Big Show. Durante il match, senza farsi vedere dall'arbitro, Guerrero utilizzò varie tattiche irregolari per portarsi in vantaggio su Big Show, come per esempio: fargli sbattere la testa contro un tenditore delle corde esposto; colpirlo con un coperchio della pattumiera; attaccarlo con un tirapugni e, infine, colpirlo al volto con lo United States Championship. Dopo aver colpito Big Show con il titolo, Guerrero eseguì la Frog Splash, ma ottenne solamente un conto di due. In seguito, Big Show colpì Guerrero con la Chokeslam, però il campione si liberò dallo schienamento dopo aver appoggiato un piede sulla corda bassa del ring. Nel finale, Big Show eseguì un'altra Chokeslam su Guerrero per poi schienarlo e conquistare il titolo.
Il main event fu il Biker Chain match per il WWE Championship tra il campione Brock Lesnar e lo sfidante The Undertaker. Durante il match, una catena d'acciaio fu appesa ad un palo, posto sopra un paletto del ring, e una volta staccata, essa poteva essere utilizzata come oggetto contundente. Dopo aver subito una serie di pugni da parte di Lesnar, The Undertaker iniziò a salire sul paletto del ring per tentare di staccare la catena, ma le luci dell'arena si spensero e l'American Badass fu dunque costretto a scendere dal paletto. In seguito, The Undertaker colpì Lesnar con il Tombstone Piledriver su dei gradoni d'acciaio per poi rinchiuderlo in una dragon sleeper. Dopo essersi liberato dalla presa, Lesnar eseguì la F-5 su The Undertaker. Lesnar tentò poi di staccare la catena, ma The Undertaker lo bloccò per poi colpirlo con una Chokeslam dalla terza corda del quadrato. Successivamente, i Full Blooded Italians (F.B.I.) interferirono per attaccare The Undertaker, ma quest'ultimo li lanciò all'esterno del ring per poi gettarcisi addosso con un suicide dive. L'American Badass rientrò sul quadrato e colpì Lesnar con la Last Ride per poi staccare la catena dal palo. The Undertaker attorcigliò la catena attorno ad una sua mano per tentare di colpire Lesnar al volto, ma Vince McMahon interferì e fece cadere The Undertaker dalla terza corda del ring. Lesnar ne approfittò e schienò The Undertaker per vincere l'incontro e mantenere il titolo.

## Risultati
| #    | Incontri                                                                             | Stipulazioni                                        | Durata |
| ---- | ------------------------------------------------------------------------------------ | --------------------------------------------------- | ------ |
| Heat | Billy Kidman ha sconfitto Shannon Moore                                              | Single match                                        | 05:12  |
| 1    | Tajiri (c) ha sconfitto Rey Mysterio                                                 | Single match per il WWE Cruiserweight Championship  | 11:40  |
| 2    | Chris Benoit ha sconfitto A-Train per sottomissione                                  | Single match                                        | 12:24  |
| 3    | Zach Gowen ha sconfitto Matt Hardy (con Shannon Moore)                               | Single match                                        | 05:33  |
| 4    | The Basham Brothers hanno sconfitto The Acolytes                                     | Tag team match                                      | 08:55  |
| 5    | Vince McMahon (con Sable) ha sconfitto Stephanie McMahon (con Linda McMahon) per TKO | "I quit" match Il perdente sarebbe stato licenziato | 09:24  |
| 6    | Kurt Angle ha sconfitto John Cena per sottomissione                                  | Single match                                        | 18:28  |
| 7    | Big Show ha sconfitto Eddie Guerrero (c)                                             | Single match per il WWE United States Championship  | 11:27  |
| 8    | Brock Lesnar (c) ha sconfitto The Undertaker                                         | Biker chain match per il WWE Championship           | 24:14  |